# Aleksandr Vustin
Aleksandr Kuzmich Vustin, también Voustin o Wustin (en ruso: Алекса́ндр Кузьми́ч Ву́стин) (Moscú, Unión Soviética, 24 de abril de 1943 - 19 de abril de 2020)  fue un compositor ruso. Sus obras, incluida la ópera El diablo enamorado, fueron interpretadas y grabadas internacionalmente. 

## Biografía
Vustin estudió composición primero con Grigory Frid en una escuela de música regional, y luego con Vladimir Ferè en el Conservatorio de Moscú, graduándose en 1969. Entre 1969 y 1974, Vustin trabajó como editor musical en Radio URSS. Desde 1974 trabajó como editor en la editorial Kompozitor.

## Música
Vustin compuso desde 1963, pero solo consideró válidas las obras escritas desde 1972. Su lenguaje musical se distingue por la notable organización de su textura musical. Usa la técnica de doce tonos, pero a su manera original. 
Sus primeras composiciones notables fueron escritas a mediados de los años 70: The Word, de ocho minutos de duración (con puntaje para conjunto de instrumentos de viento de madera, metal y percusión (1975)), se dedicó a Grigori Frid; y los tres minutos de duración en memoria de Boris Klyuzner, para barítono y cuarteto de cuerdas (1977), fueron colocados en el texto autobiográfico por Yuri Olesha. Otra pieza, Blessed are the Poor in Spirit para boy-soprano (o contra-tenor) acompañada de un conjunto de cámara fue compuesta en 1988 al texto de Mateo 5:3–8. 
Su ópera El diablo enamorado, al libreto ruso de Vladimir Khachaturov después de la novela El diablo enamorado de Jacques Cazotte, el resultado de 15 años de trabajo (1975–1989) es probablemente una de las obras más importantes. Su material musical alimentó las docenas de composiciones escritas en el mismo período. El estreno mundial de la ópera tuvo lugar en el Teatro Stanislavski y Nemirovich-Danchenko el 15 de febrero de 2019, dirigido por Vladimir Jurowski.
Las obras de Aleksandr Vustin a menudo se incluyen en los programas de los principales festivales, como la "Kremerata Musica", Tage für Neue Musik (Zürich), el Festival de Holanda, la 14.ª Bienal de Música de Berlín, Presènce 93 (París), Melos-Ethos (Bratislava), Maraton Soudobe Hudby (Praga), Donaueschinger Musiktage y Deutsche Kammerphilarmonie (Alemania), Kammermusikfest Lockenhaus (Austria), Foro de Moscú y Moscú Otoño (Rusia). Entre los intérpretes de su música se encuentran los directores Vladimir Jurowski, Reinbert de Leeuw, Lev Markiz, Eri Klas, Igor Dronov, Aleksandr Lazarev, Vitaly Kataev, Gidon Kremer, Martyn Brabbins y Cristoph Hagel. Los conjuntos incluyen Kremerata Baltica, Amsterdam Wind Orchestra, Schönberg Ensemble, Radio Philharmonic Orchestra y Nieuw Sinfonietta Amsterdam (Países Bajos), Mark Pekasky Percussion Ensemble, Studio New Music, Conjunto de solistas del Teatro Bolshoi, Moscow Contemporary Music Ensemble y la Orquesta Sinfónica de la BBC. 
Murió en Moscú a los setenta y seis años el 19 de abril de 2020 de neumonía bilateral, sin confirmación que la causa hubiese sido la COVID-19.

## Trabajos

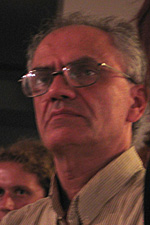
Aleksandr Vustin (2008)

Las obras de Vustin fueron publicadas por Hans Sikorski.
- Three Poems of Moses Teif for bass and piano, in Russian, translated by Yunna Moritz, (1965)
- String Quartet (1966)
- Symphony (1969)
- Three Toropets songs for piano (1972)
- Nocturnes for chamber ensemble and high voice in three movements (1972–1982)
- Sonata for six for piccolo, flute, clarinet, viola, chelo, and 5 string double bass (1973
- Lamento for piano (1974)
- Toropets Songs for ensemble (1975
- The Word for winds and percussions, dedicated. text by Fried (1975)
- Capriccio (tunes from the collection of M. Beregovsky) fr voice (mezzo-soprano), male voices and ensemble (1977–1982)
- In memory of Boris Klyuzner (1977) for voice, violin, viola, chelo and double bass, to the text by Yuri Olesha
- Memoria-2, oncerto for percussion, keyboards and strings (1978)
- Fairy Tale (Skazka) for oboe solo (1979)
- Homecoming for voice and 13 instruments (2 string quartets, 2 pianos, horn, 2 percussion players), verses by Dmitri Shchedrovirsky (1981)
- The Leisure Time of Kozma Prutkov (Dosugi Kozmy Prutkova) for baritone and percussion (1982)
- Hommage à Beethoven (Posvyashchenie Beethovenu) concerto for percussion and chamber orchestra) (1984)
- Festivity (Prazdnik for children's choir and orchestra, texts from Russian song books of the 17th century (1985)
- Blessed are the poor in spirit for countertenor and chamber ensemble (1988)
- Devil in Love (Le Diable amoureux or Vlyublyonny dyavol), opera by Jacques Cazotte, libretto by Vladimir Khachaturov  (1985–1999)
- Action from Luigi for a drum ensemble (1990)
- White music for organ (1990)
- Zaitsev's Letter for voice, strings, snare drum and magn. tapes. Text by Sergey Zaitsev. (1990)
- Music for the film for percussion and orchestra (1991)
- Music for Ten on the text by Jean-François de La Harpe (1991)
- Heroic lullaby for the ensemble (1991)
- Dedication to the Son (Posvyashchenie synu) for flute and ensemble (1992)
- Three Songs Andrei Platonov" from the novel "Chevengur" for voice and ensemble (clarinet, bass clarinet, viola, chelo, double bass, soprano) (1992)
- Agnus Dei for mixed choir, percussion and organ (1993)
- Little Requiem (Kleines Requiem) for soprano and string quartet (1994)
- Music for an Angel (1995) for saxophone, vibraphone and chelo
- Song from the novel "Chevengur" for chorus and orchestra after Andrei Platonov" (1995)
- Disappearance for bayan, cello and string orchestra (1995)
- Fantasia for violin and orchestra, dedication to Gidon Kremer (1996)
- Tango "Hommage à Guidon" for violin, string orchestra and percussion (1997)
- Piano Trio (1998)
- Mark Pekarsky's Birthday for a percussion ensemble (1998)
- The Light of the Silent (1999)
- Praise the Earth for children's voices and chamber orchestra with lyrics by Olga Sedakova (1999)
- Veni, Sancte Spiritus for choir, percussion and ensemble (1999)
- Canto for a singing string trio, verses by Aleksandr Pushkin (1999)
- Alone for the vibraphone solo (2000)
- Sine Nomine for orchestra (2000)
- Night mist for chorus and chamber orchestra, poem by Boris Pasternak (2001)
- To Sofia for a voice (mezzo-soprano) and an ensemble for a poem by Olga Sedakova "The Hermit Speaks," dedicated to Sofiya Gubaidúlina (2001)
- Epigraph for organ (in memory Edison Denisov) (2001)
- Voice for alto (mezzo-soprano) solo, poems by Olga Sedakova (2001)
- The Seventh Word for the ensemble (part of a collective composition) (2002)
- Spem in alium for piano, voices (altos, basses) and ensemble for text from the motet by Thomas Tallis (2003)
- Postlude for the ensemble (2003)
- Eve's Exposure (Look No. 5) for orchestra (part of a collective composition) (2004)
- The Offering for the ensemble, dedicated to Gidon Kremer in memory of Dmitry Shostakovich (2004)
- Credo, for the ensemble dedicated. M. Dubov and A. Vinogradov in memory of Edison Denisov (2004)
- Evening Birds for string trio (2006)
- Theater for voice (mezzo-soprano) and ensemble lyrics by Dmitry Schedrovitsky (2006)
- Far Light for bassclarinet solo (2007)
- Musical sacrifice for cello and piano (2007)
- The Search for Sound for solo bells and orchestra (2008)
- Canticum canticorum (Song of Songs) for voices and ensemble (2010)
- Litany, for percussion, voices and organ (2011)
- From the Life of the Elves for piano, violin and cello (2011)
- Wind for the choir and instrumental ensemble for poetry by Aleksandr Blok from the poem "Twelve” (2012)
- The Evening Sea for a singing string trio, poems by Olga Sedakova (2012)
- Dedication for cello, percussion and piano (2013)
- In memory of Grigory Frid for viola and piano (2014)
- The Song of Lukerya for magnetic tape, folk voice and orchestra (2015)
- The Song of the ascent for orchestra and voices (2016)
- Three poems of Olga Sedakova for bass and orchestra (2017)

## CD
- Kremerland

Fecha de lanzamiento: 12 de octubre de 2004, tiempo total de ejecución: 1:18:45
Sello: DEUTSCHE GRAMMOPHON, Número de catálogo: 000339202, UPC: 28947480129
Las pistas incluyen:
Aleksandr Vustin: Tango hommage à Gidon, para violín, orquesta de cuerda y percusión 7:37 Realizado por Gidon Kremer, Interpretado por Kremerata Baltica y Andrei Pushkarev
- Saxófono ruso

Sello: BIS, CD-765 Digital
Audio CD (17 de septiembre de 1996)
Aleksandr Vustin: Musique vierte l'ange (1995), para saxófono de tenor, vibraphone & chelo
Intérpretes: Claude DeLangle, Jean Geoffroy
- Una Introducción a Aleksandr Wustin

Sello: Megadisc, MDC 7845
1. The Word (1975)  7.36
2. Blessed are the Poor in Spirit (1988) 7.19
3. Music for Ten (1991) 4.56
4. To my Son (1992) 18.13
5. Heroic Lullaby (1991) 19.21

Intérpretes: Estudio para nueva música dirigido por Igor Dronov
- Aleksandr Wustin - Memoria 2, Agnus Dei, Sine Nomine

Sello: Thorofon, CTH 2486
1. Memoria2 (1978) Concierto para percusión, instrumentos de teclado y cuerdas Concierto para percusiones 15.06
2. Canción de la novela "Tchevengur" de Andrei Platonov (1995) para coro masculino y orquesta 7.37
3. Hommage a Beethoven (1984) Concierto para instrumentos de percusión y pequeña orquesta 16.05
4. Agnus Dei (1993) para coro mixto, percusión y órgano 10.08
5. Sine Nomine (2000) para orquesta 16.29